# Клопотівці

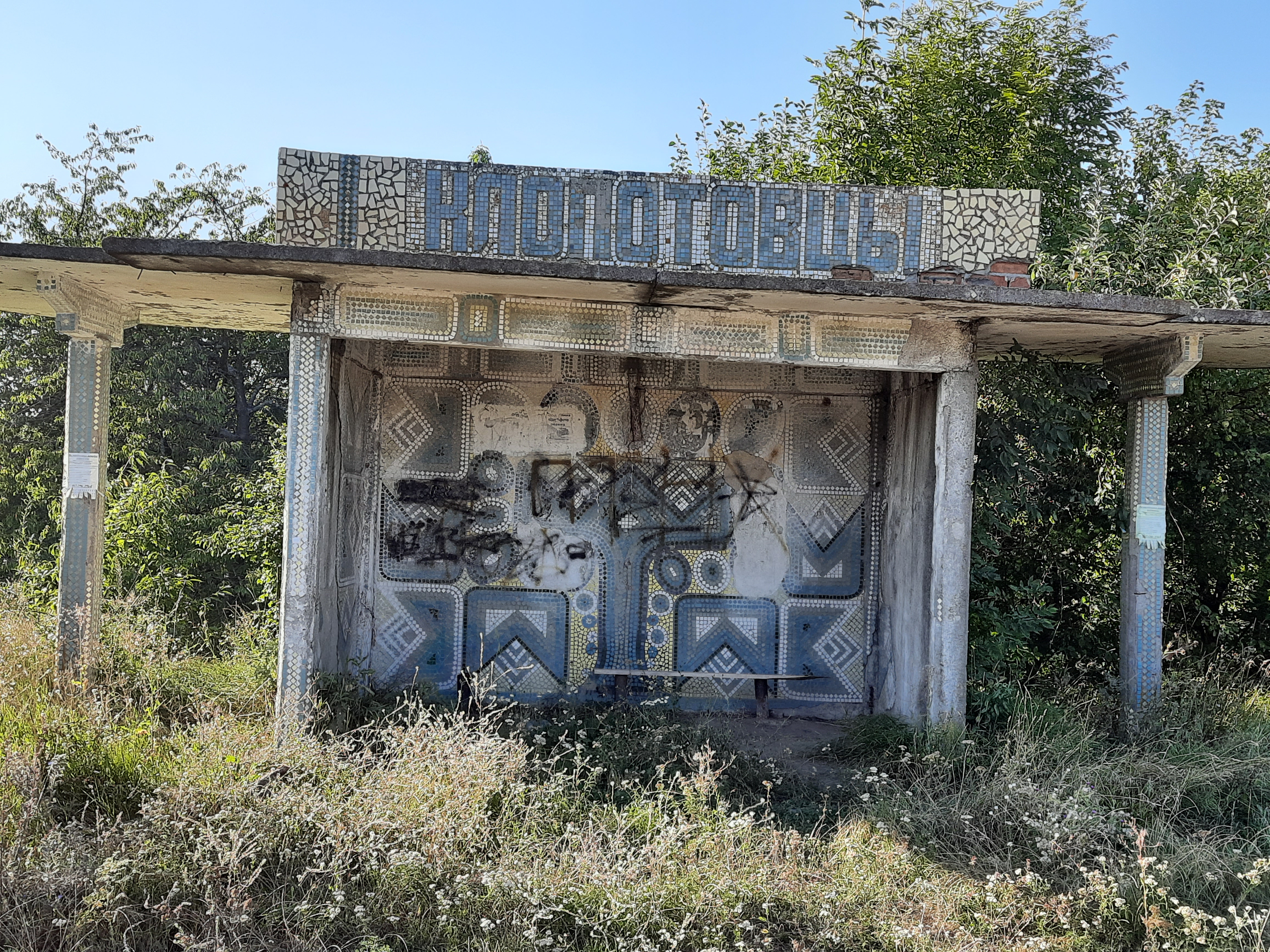
Автобусна зупинка

Клопоті́вці —  село в Україні, у Вовковинецькій селищній громаді Хмельницького району Хмельницької області. Населення становить 225 осіб.

## Географія
У селі бере початок Безіменна річка, ліва притока Думки.

## Символіка
Затверджена 13 лютого 2014р. рішенням №3 сесії сільської ради. Автор — І.Д.Янушкевич.

### Герб
Щит розтятий і напівперетятий. У першій лазуровій частині жінка-селянка з натуральним обличчям у золотому старовинному українському вбранні з вишитим орнаментом на рукавах та головним вбранням-наміткою тримає в руках срібне полотно. Над жінкою золоте сяюче шістнадцятипроменеве сонце. У другій червоній частині золотий глиняний глечик, охоплений полум’ям. У третій зеленій частині срібна вівця. Щит обрамований золотим декоративним картушем i увінчаний золотою сільською короною. Картуш знизу обрамлений зеленими березовими гілками з золотими сережками, перевитими срібною стрічкою з лазуровим написом «КЛОПОТІВЦІ».

### Прапор
Квадратне полотнище розділене вертикально в співвідношенні 1:2. На синій древковій смузі вгорі жовте сяюче шістнадцятипроменеве сонце. Вільна розділена горизонтально на червону, білу і червону смуги в співвідношенні 1:2:9. На білій смузі червоний український візерунок, на нижній червоній два жовтих глечики, притулених один до одного.